# Бориса, Губертас Иокубович
Губертас Иокубович Бориса (1920—1944) — участник Великой Отечественной войны, подпольщик города Каунаса, командир специальной диверсионно-разведывательной группы «Стас» Отдельного отряда особого назначения НКГБ СССР, Герой Советского Союза (1958).

## Биография
Родился 27 августа 1920 года в населённом пункте Жадавайняй ныне Утенского района Литвы в семье крестьянина. Литовец.
Окончил начальную школу, учился и работал в механической мастерской слесарем. Учился в политехнической школе в городе Каунас, в которой возглавил комсомольскую ячейку. Член ВЛКСМ.
В 1940—1941 годах — секретарь Утенского уездного комитета комсомола. В начале войны эвакуирован в Пензу.
В действующей армии с 1941 года — военнослужащий Отдельной мотострелковой бригады особого назначения войск НКВД СССР.
Принимал участие в обороне Москвы.
В мае 1942 года, выполняя специальное задание, перешёл через линию фронта и в дальнейшем действовал на оккупированной территории в составе разведывательной группы «Стас» в городе Каунас (Рейхскомиссариат Остланд) и его окрестностях.
Являясь руководителем группы и членом Каунасского подпольного горкома комсомола, установил связь с подпольными комсомольскими организациями Каунаса, организовал разведку и вёл боевые действия (в результате которых были выведены из строя 22 паровоза и несколько десятков железнодорожных вагонов), участвовал в работе по выпуску подпольной газеты «Комсомолец».
C октября 1943 года — военнослужащий Отдельного отряда особого назначения НКГБ СССР.
В начале 1944 года Губертас Бориса получил задание подпольного Каунасского горкома партии пробраться в штаб националистических банд и собрать сведения об их составе и оперативных планах. Выполняя задание, 31 марта 1944 года попал в засаду, был ранен и затем схвачен гестаповцами.
27 апреля 1944 года был казнён оккупантами. Место захоронения неизвестно.
Указом Президиума Верховного Совета СССР от 1 июля 1958 года за мужество, отвагу и героизм, проявленные в борьбе с немецкими захватчиками, Борисе Губертасу Иокубовичу посмертно присвоено звание Героя Советского Союза.

## Память
- Его именем названа улица в городе Утена[1].
- В Каунасе установлена мемориальная доска[1].
- Материалы о подвиге Героя хранятся в общественном музее Каунасского политехникума[1].
- Увековечен в Книге Памяти сотрудников органов контрразведки СССР.

## Награды
- Медаль «Золотая Звезда»[1]
- Орден Ленина[1]
- медаль[1]